# 东视大厦
东视大厦是位於中華人民共和國上海市浦東新區東方路2000號的一個建築，曾經是上海東方電視台的辦公大樓，於1998年1月18日落成。位該建筑高度100米，占地面积3.5万平方米，建筑总面积3万平方米。由主楼与帮房所组成，主楼为18层，左侧裙房为演播大厅，右侧为招特所。楼前为一个占地6000平方来的花园式广场。大厦是一座欧式建筑。